# Zenon Wiśniewski (ekonomista)
Zenon Andrzej Wiśniewski (ur. 15 maja 1950 w Wąbrzeźnie) – polski ekonomista, specjalizujący się w polityce gospodarczej, zarządzaniu zasobami ludzkimi, zatrudnieniu oraz rynku pracy.

## Życiorys
W 1968 ukończył liceum ogólnokształcące w Wąbrzeźnie, a następnie podjął studia na Uniwersytecie Mikołaja Kopernika w Toruniu. Studia w zakresie ekonomii i organizacji ukończył pod opieką Kazimierza Sokołowskiego w 1972 roku. W tym samym roku został zatrudniony na stanowisku asystenta stażysty w Zakładzie Ekonomii Politycznej UMK. Stopień doktora nauk ekonomicznych uzyskał w 1980 roku w Akademii Ekonomicznej w Poznaniu. Tematem rozprawy doktorskiej były Przemiany struktury zatrudnienia w procesie rozwoju przemysłu w Polsce Ludowej, a promotorem Jerzy Tomala. Habilitację uzyskał na UMK w 1994 roku, na podstawie rozprawy Polityka zatrudnienia i rynku pracy w Republice Federalnej Niemiec. Tytuł profesora nauk ekonomicznych otrzymał w 1999 roku.
Odbył liczne wyjazdy naukowe, m.in. na uniwersytety w Bambergu, Norymberdze, Monachium i Glasgow, był stypendystą Fundacji Humboldta oraz Fundacji Commerzbanku.
Na UMK pełnił funkcje prodziekana Wydziału Nauk Ekonomicznych i Zarządzania, a także stanowisko kierownika Katedry Gospodarowania Zasobami Pracy.
Wykładał także w Wyższej Szkole Bankowej w Toruniu oraz w Akademii Techniczno-Rolniczej im. J. J. Śniadeckich w Bydgoszczy.

## Wybrane publikacje
- Elementy polityki zatrudnienia (1985, wraz z Edwardem Dolnym, ISBN 83-231-0043-8)
- Polityka zatrudnienia i rynku pracy w Republice Federalnej Niemiec (1994, ISBN 83-231-0516-2)
- Zarys polityki zatrudnienia (1990, wraz z Edwardem Dolnym i Janem Januszem Mellerem, ISBN 83-208-0769-7)
- Popyt i pracodawcy na rynku pracy w Polsce (1998, wraz z Edwardem Dolnym i Janem Januszem Mellerem, ISBN 83-905209-6-6)
- Kierunki i skutki deregulacji rynku pracy w krajach Unii Europejskiej (1999, ISBN 83-231-1058-1)
- Deregulacja rynku pracy: wybrane rozwiązania europejskie (2001, ISBN 8388544669)
- Polityka rynku pracy wobec integracji z Unią Eeuropejską (2001, redakcja)
- Zarządzanie zasobami ludzkimi: wyzwania u progu XXI wieku (2001, redakcja, ISBN 83-87640-15-8)
- System przepływu informacji o rynku pracy w Toruniu (2007, ISBN 978-83-231-2093-3)
- Determinanty aktywności zawodowej ludzi starszych (2009, redakcja, ISBN 978-83-7285-486-5)
- Zarządzanie wiekiem w organizacjach wobec procesów starzenia się ludności (2009, redakcja, ISBN 978-83-7285-487-2)

## Odznaczenia
- Odznaka Honorowa Primus in Agendo[1]